# District de Macaracas
Le district de Macaracas est l'une des divisions qui composent la province de Los Santos, au Panama. En 2010, le district comptait 9 021 habitants.

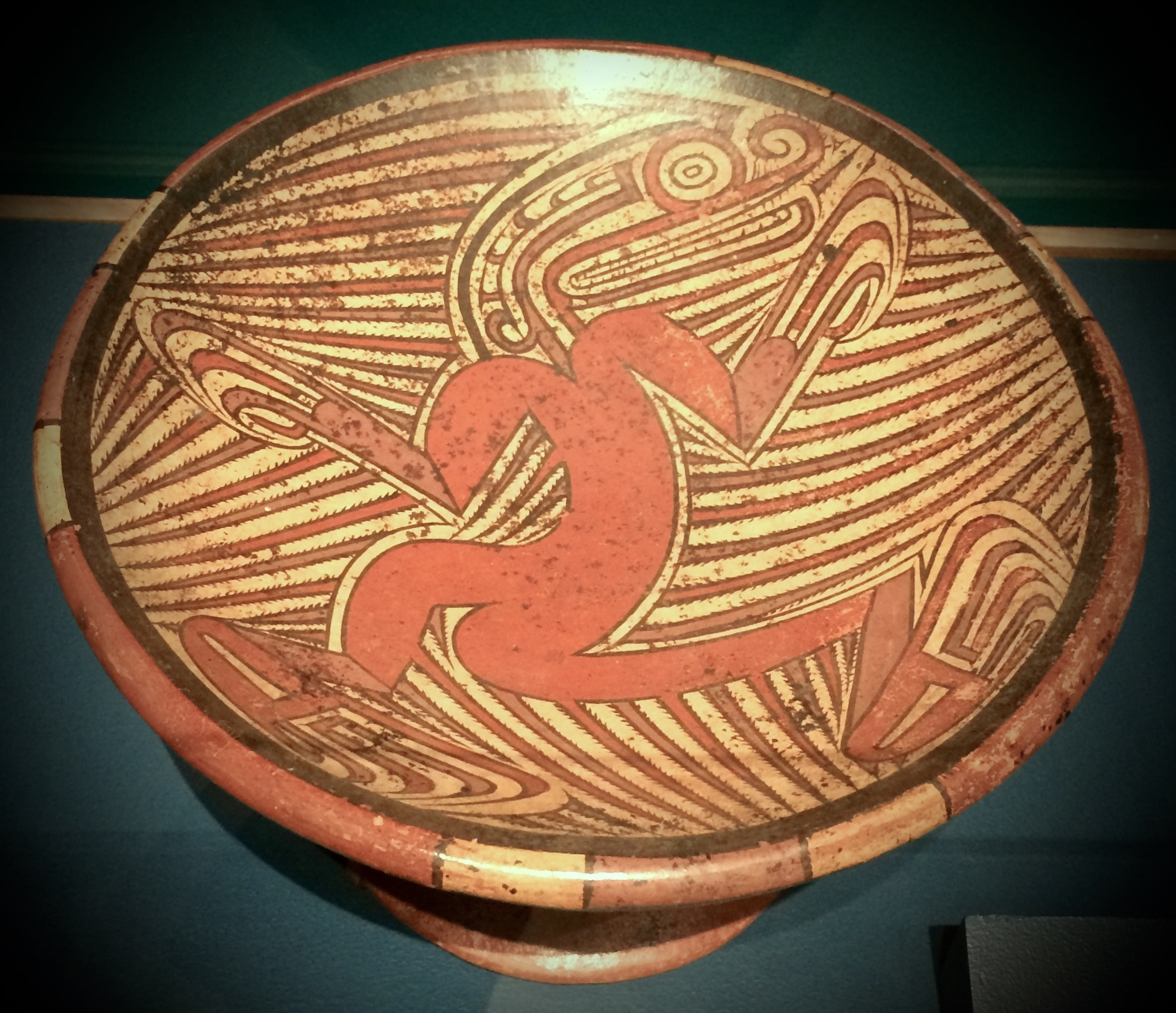
Un bol Coclé de style Macaracas, d'environ 800-1000 apr. J.-C. Le fond représente des épines de raie.

## Crédit d'auteurs
- (es) Cet article est partiellement ou en totalité issu de l’article de Wikipédia en espagnol intitulé « Distrito de Macaracas » (voir la liste des auteurs).